# Біловезька епоха
Біловезька епоха — є умовним виразом, який використовується деякими політологами, політичними діячами та публіцистами для позначення нового історичного періоду в міжнародних відносинах, що настав на початку 1990-х років з підписанням Біловезьких угод про розпуск Радянського Союзу. За їхньою думкою, цей період став кінцем біполярної системи міжнародних відносин, сформованої після Другої світової війни на основі Ялтинської та Потсдамської конференцій.

## Поширеність
Вираз, мабуть, було введено в обіг лідером КПРФ Геннадієм Зюгановим, який використав його у 1997 році у своїй книзі «Географія перемоги. Основи російської геополітики» .
Серед сучасних російських і зарубіжних політологів, публіцистів та державних діячів колишніх соціалістичних та пострадянських держав поширена думка про те, що підписання Біловезьких угод, які фактично привели до розпаду Радянського Союзу, відзначає появу нової геополітичної ситуації та початок нового історичного періоду після радянської епохи.

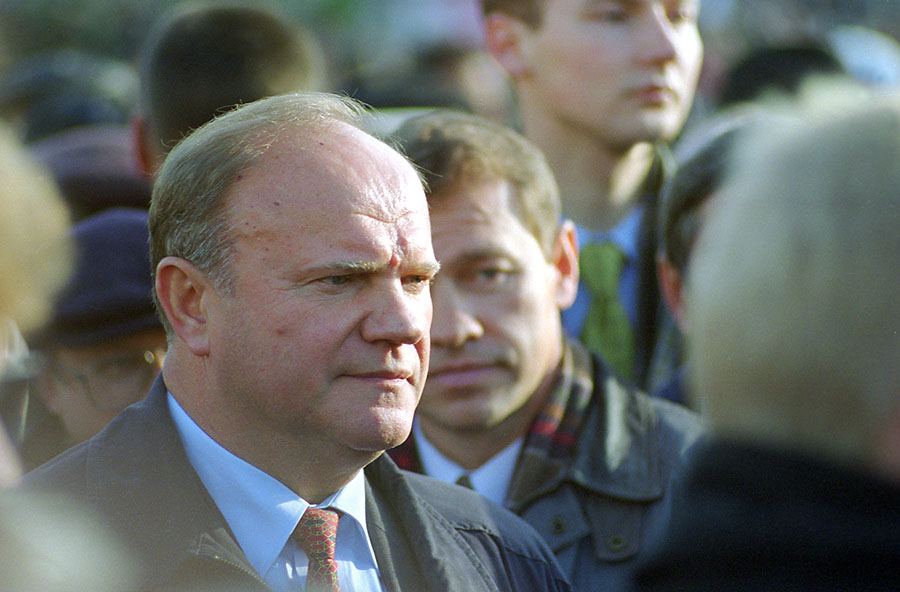
Геннадій Зюганов

Термін "Біловезька епоха" почав вживатися в навчальній та довідковій літературі наприкінці 1990-х років.  Також цей термін зустрічається в полемічних виступах політиків і політологів, які негативно оцінюють розпад СРСР та його наслідки.
На Заході як межа зміни епох (англ. Post-Cold War era), як правило, називають відставку Михайла Горбачова з посади президента СРСР і різдвяне телезвернення президента США Джорджа Буша, який відбувся тоді ж, що оголосив про кінець холодної війни. Хронологічно підписання Біловезьких угод та згадані події відбулися у грудні 1991 року.

## Характеристика доби
Ліквідація світового соціалістичного табору призвела до зникнення біполярної системи міжнародних відносин. Це призвело до появи періоду глобального домінування США у світі. Попри розпуск Варшавського договору, альянс НАТО продовжив своє існування і навіть розширився: до 2004 року в нього ввійшли майже всі колишні учасники Варшавського блоку.
Біловезька епоха почалася зі збільшення кількості військових конфліктів у всьому світі. Після закінчення Другої світової війни вперше стали спалахувати збройні конфлікти в Європі, зокрема на Балканах та Північному Кавказі. Паралельно з цим зростала напруженість у боротьбі за енергетичні ресурси.
В період з 2004 по 2007 роки 10 країн Східної Європи успішно завершили свій процес інтеграції до Європейського союзу, який розпочався в 1990-х роках. Кількість країн-членів ЄС збільшилась з 15 до 27 до 2008 року. Однак Європейському союзу не вдалося стати єдиним геополітичним центром через невдачі у встановленні спільної зовнішньої політики. За думкою деяких дослідників, існують як внутрішні розбіжності, що постійно виявляються через нерівномірний розвиток та різні економічні інтереси країн-членів, так і зовнішні фактори, такі як побудова "санітарного кордону" на західних кордонах Росії з найбільш євроатлантично орієнтованими країнами Східної Європи та жорстка енергетична політика Росії.

## Прогнози
Щодо закінчення Біловезької епохи серед фахівців поки що не виробилося єдиної думки. Низка політологів вважає, що епоха вже встигла закінчитися. Як рубежі називаються 1998 (Петр Своїк), 2002 (Гейдар Джемаль), 2003 (Леонід Грач), 2007 (Кирило Фролов) та ін. роки. Деякі східноєвропейські політики вбачають сьогодні початок ще однієї, що поки не має власного імені епохи, що проходить під знаком «повернення Росії» . Інші фахівці говорять про епоху після Біловежжя як про продовження реалії теперішнього часу, або не висловлюють точки зору щодо її хронологічного кінця.